# Папуа Нова Гвинеја на Олимпијским играма
Папуа Нова Гвинеја је први пут учествовала на Летњим олимпијским играма 1976. у Монтреалу и од тада је стални учесник Летњих игара, са паузом на Играма 1980. у Москви, када су учествовали у америчком бојкоту олимпијских игара у Совјетском Савезу. Спортисти Папуе Нове Гвинеје никада нису учествовали на Зимским олимпијским играма, нити су освајали медаље на олимпијским играма.
Национални олимпијски комитет за Папуе Нове Гвинеје основан је 1973, а у чланство Међународног олимпијског комитета (МОК) је примљена 1974.

## Медаље

### Освојене медаље на ЛОИ
| Учешће и освојене медаље Папуе Нове Гвинеје на ЛОИ |

| ЛОИ                  | Носилац заставе  | Учешће           | Муш.             | Жене             | сопрт.           | Злато            | Сребро           | Бронза           | Укупно           | Ранг             |
| -------------------- | ---------------- | ---------------- | ---------------- | ---------------- | ---------------- | ---------------- | ---------------- | ---------------- | ---------------- | ---------------- |
| 1976. Монтреал       |                  | 6                | 6                | 0                | 3                | 0                | 0                | 0                | 0                | —                |
| 1980. Москва         | Није учествовала | Није учествовала | Није учествовала | Није учествовала | Није учествовала | Није учествовала | Није учествовала | Није учествовала | Није учествовала | Није учествовала |
| 1984. Лос Анђелес    | Iammogapi Launa  | 7                | 4                | 3                | 2                | 0                | 0                | 0                | 0                | -                |
| 1988. Сеул           |                  | 11               | 9                | 2                | 4                | 0                | 0                | 0                | 0                | -                |
| 1992. Барселона      |                  | 13               | 12               | 1                | 4                | 0                | 0                | 0                | 0                | -                |
| 1996. Атланта        | Subul Babo       | 11               | 11               | 0                | 3                | 0                | 0                | 0                | 0                | —                |
| 2000. Сиднеј         | Xenia Peni       | 5                | 2                | 3                | 3                | 0                | 0                | 0                | 0                | -                |
| 2004. Атина          | Dika Toua        | 4                | 2                | 2                | 3                | 0                | 0                | 0                | 0                | -                |
| 2008. Пекинг         | Рајан Пини       | 7                | 3                | 4                | 5                | 0                | 0                | 0                | 0                |                  |
| 2012. Лондон         | Toea Wisil       | 8                | 4                | 4                | 5                | 0                | 0                | 0                | 0                |                  |
| 2016. Рио де Жанеиро | Рајан Пини       | 8                | 6                | 2                | 6                | 0                | 0                | 0                | 0                |                  |

## Занимљивости
- Најмлађи учесник: Kieran Chan, 15 година и 262 дана Сиднеј 2000. пливање
- Најстарији учесник: Trevan Clough, 41 година и 276 дана Лос Анђелес 1984. стрељаштво
- Највише медаља: -
- Прва медаља: -
- Прво злато: -
- Најбољи пласман на ЛОИ: -
- Најбољи пласман на ЗОИ: -